# Complexo Esportivo Cidade do Rock

O Complexo Esportivo Cidade do Rock, também conhecido "Velha Cidade do Rock", é um local na  Barra da Tijuca, Rio de Janeiro que recebeu  as edições de 1985 e 2001 do Rock in Rio, as partidas de beisebol e softbol nos Jogos Pan-americanos de 2007, abrigou a Vila dos Atletas até 2017, quando se tornou Parque Frans Krajcberg.

## Cidade do Rock
O empresário Roberto Medina, da Artplan, sabia que o local ideal para o Rock in Rio seria em Jacarepaguá. Eventualmente chegou a um terreno de 250 mil metros quadrados na Avenida Salvador Allende. Após algumas brigas com governantes da época, as obras foram iniciadas. O terreno não colaborava e as obras não avançavam, mas em Novembro de 1984 as obras se concluíram para o festival em Janeiro de 1985. O terreno incluía uma área de gramado de 87 mil metros quadrados, três palcos giratórios de 5500 metros quadrados cada, um bar, um restaurante, uma sala de estar para os artistas e uma sala de imprensa. Foram construídos também 12 camarins VIPs. Embora a segunda edição, em 1991, acabasse realizada no Maracanã, a terceira em 2001 voltou para a Cidade do Rock.

## Parque Olímpico
Em 2007, recebeu as instalações temporárias para as competições do Pan-Americano em julho: um estádio e um campo de treinamento de beisebol; e um estádio de softbol. O estádio de beisebol tinha capacidade para 3 mil pessoas enquanto que o estádio de softbol podia suportar até 2 mil espectadores. O terreno sofreu com chuvas e quedas de energia, e ambos os torneios tiveram jogos cancelados por más condições de campo.

## Vila Olímpica
O terreno se tornou a Vila dos Atletas dos Jogos Olímpicos de Verão de 2016, com as obras tendo início em Janeiro de 2012. O bairro que constituiu os prédios da Vila dos Atletas foi designado Ilha Pura.